# Gavroche

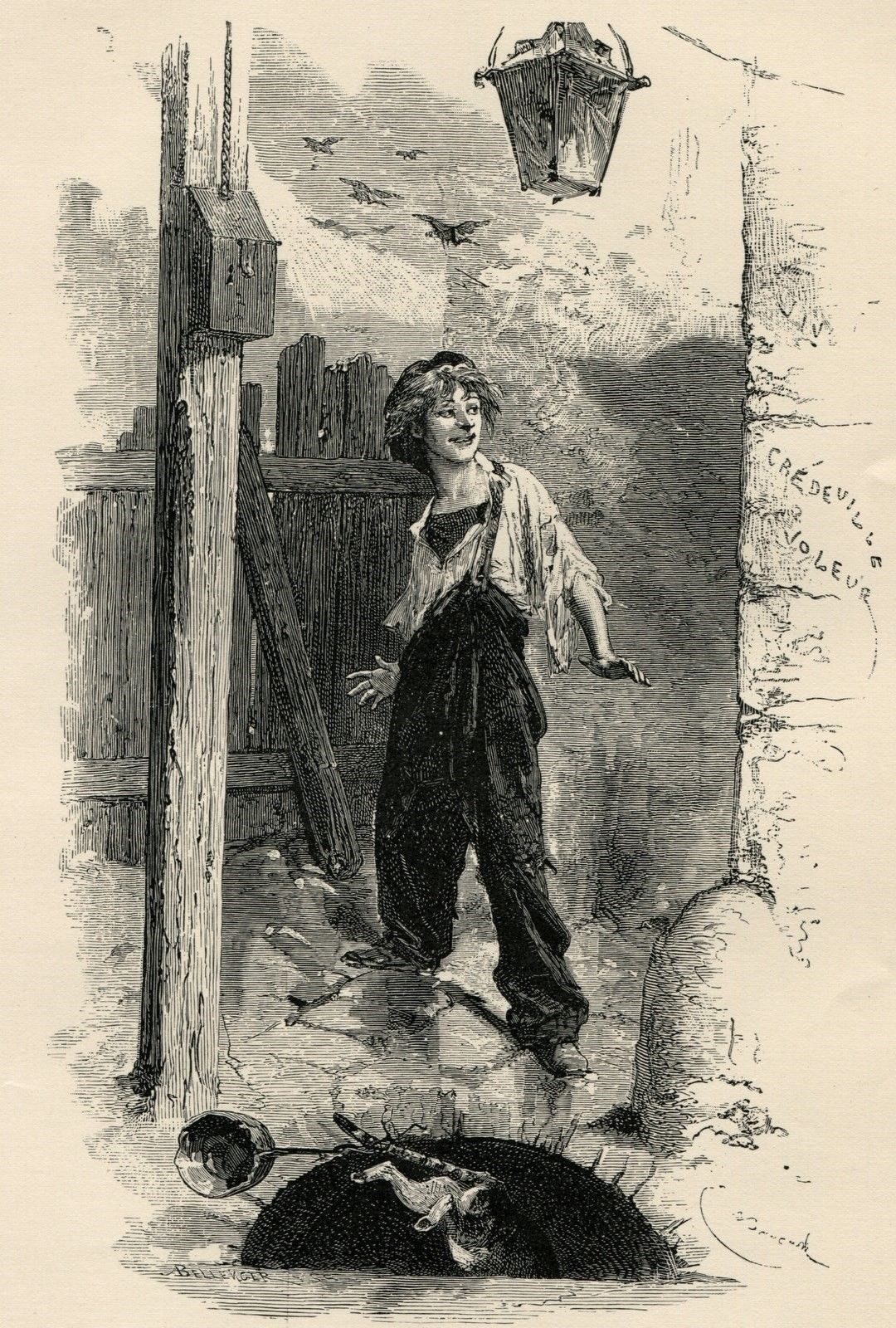
Ilustração de Gavroche por Émile Bayard.

Gavroche é uma personagem do célebre romance  Os Miseráveis, de Victor Hugo. Era filho dos Thénardier, que não pareciam se importar com o menino - quando ia visitar a família, só encontrava miséria e nenhum sorriso. Apesar de preterido e abandonado, era um menino alegre e gostava de sentir-se livre. Gavroche é um personagem pouco presente durante a maior parte do enredo, ganhando maior destaque no final do livro. 
A palavra gavroche foi incorporada  como substantivo comum à francês, significando menino parisiense, zombeteiro, inteligente e corajoso, e também como adjetivo, no sentido de irreverente ou zombeteiro.

## Inspiração do personagem

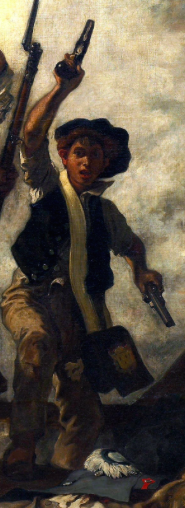
Detalhe de A Liberdade guiando o povo, mostrando o menino com as pistolas.

O personagem  Gavroche pode ter sido inspirado pelo menino que aparece em A Liberdade guiando o povo, pintura de  Eugène Delacroix que retrata a bem-sucedida  Revolução de Julho de 1830, ocorrida dois anos antes dos eventos narrados em  Os Miseráveis. A pintura mostra os revolucionários saindo de uma barricada e avançando contra as forças da ordem. Um menino,  empunhando pistolas, vai à frente do grupo, ao lado da figura da Liberdade, que carrega a bandeira tricolor. 
- Wikcionário